# Нация прозака
«Нация прозака» (англ. Prozac Nation) — художественный фильм 2001 года. Основан на одноимённой автобиографии журналистки Элизабет Вурцель, в которой описывается опыт Элизабет с атипичной депрессией. Название является отсылкой на «Прозак», торговую марку антидепрессанта, который ей прописали.

## Сюжет
Героиня фильма — Лиззи, юная, подающая надежды журналистка, музыкальный критик, страдает от сильнейшей депрессии, возможно, связанной с разводом её родителей, которые разошлись, когда Лиззи было два года. Учёба в Гарварде, вечеринки, злоупотребление алкоголем и наркотиками, беспорядочная половая жизнь только усугубляют её состояние. В итоге после страшного нервного срыва ей прописывают прозак, и этот препарат хотя бы внешне возвращает её к жизни.
Лиззи пишет статью для музыкальной рубрики в Гарвардской газете. За эту статью ей вручают премию «Роллинг Стоун», но через некоторое время Лиззи уже не может писать, застряв в порочном круге злоупотребления психоактивными веществами и алкоголем.
Многообещающая литературная карьера Лиззи, как и её психическое и физическое здоровье, находится под угрозой. Ее мать отправляет девушку на дорогое психиатрическое лечение. После длительного периода реабилитации, под воздействием лекарств, и попытки суицида, Лиззи стабилизируется и начинает приспосабливаться к своей жизни такой, какая она есть на самом деле.

## В ролях
| Актёр               | Роль             |
| ------------------- | ---------------- |
| Кристина Риччи      | Элизабет Вурцель |
| Джейсон Биггз       | Рейф             |
| Энн Хеч             | доктор Стерлинг  |
| Мишель Уильямс      | Руби             |
| Джонатан Рис-Майерс | Ноа              |
| Джессика Лэнг       | миссис Вурцель   |
| Джесси Мосс         | Сэм              |
| Николас Кэмпбелл    | Дональд          |
| Лу Рид              | камео            |

## Релиз
Мировая премьера фильма состоялась на Международном кинофестивале в Торонто 8 сентября 2001 года; Права на распространение были приобретены Miramax Films.
Фильм был выпущен в Норвегии, в августе 2003 года, но на американском рынке он так и не был выпущен на национальном уровне. Премьера на канале Starz! состоялась в марте 2005 года, и тем же летом фильм был выпущен на DVD.
Фрэнк Дизи, соавтор сценария, поделился своим мнением с The Guardian о том, что Miramax не выпустила фильм:
«Это правдивое описание депрессии. И я думаю, что причина, по которой Miramax так поступили, заключается в том, что у фильма нет традиционной драматической структуры. Посмотрите на книгу: Элизабет совершенно ясно, что Прозак помог ей, но у читателей остается дилемма, потому что, возможно, она больше не знает, кто она. Людям, которые пережили депрессию, нравится этот аспект фильма, но многим это не нравится, например, Miramax.»

## Критика
Фильм получил в целом отрицательные отзывы критиков.
На сайте Rotten Tomatoes фильм имеет рейтинг 28 %, на основании 25 рецензий, со средней оценкой 4,6 из 10.

## Саундтрек
Список песен, которые были сыграны в соответствии с конечными титрами:
1. «The Promise» — Bruce Springsteen
2. «Mystery Achievement» — The Pretenders
3. «I Will Dare» — The Replacements
4. «Perfect Day» — Лу Рид
5. «Sweet Jane» — Лу Рид
6. «Keep the Promise» — The Pontiac Brothers
7. «Ivory Tower» — The Long Ryders
8. «Who Is Who» — Adolescents
9. «The Real West» — Thin White Rope
10. «Das Testament des Dr. Mabuse» — Propaganda